# Lorenzo Lauri

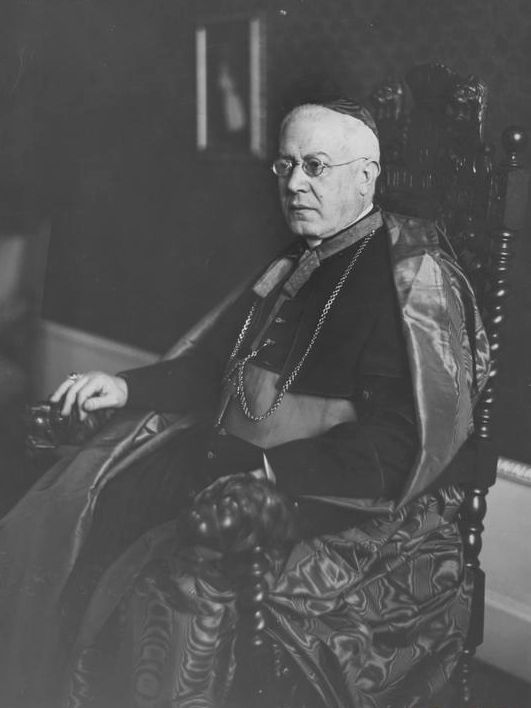
Lorenzo Kardinal Lauri

Kardinalswappen

Lorenzo Kardinal Lauri (* 15. Oktober 1864 in Rom; † 8. Oktober 1941 ebenda) war ein italienischer Geistlicher, Diplomat des Heiligen Stuhls und Kurienkardinal der römisch-katholischen Kirche.

## Leben
Lorenzo Lauri studierte am Päpstlichen Römischen Priesterseminar in Rom die Fächer Katholische Theologie und Philosophie. Er empfing am 4. Juni 1887 das Sakrament der Priesterweihe und arbeitete anschließend als Dozent und Offizial in Rom. Papst Benedikt XV. ernannte ihn am 5. Januar 1917 zum Titularerzbischof von Ephesus und drei Tage später zum Internuntius in Peru. Die Bischofsweihe empfing Lorenzo Lauri am 21. Januar 1917 durch Kardinal Donato Raffaele Kardinal Sbarretti Tazza; Mitkonsekratoren waren Kurienerzbischof Vincenzo Sardi di Rivisondoli und Kurienbischof Americo Bevilacqua.
Lorenzo Lauri wurde am 25. Mai 1921 zum Apostolischen Nuntius in Polen ernannt. Papst Pius XI. nahm ihn am 20. Dezember 1926 als Kardinalpriester mit der Titelkirche San Pancrazio in das Kardinalskollegium auf, ein Jahr darauf ernannte er ihn zum Kardinalgroßpönitentiar. Kardinal Lauri vertrat den Papst im Juni 1932 als Päpstlicher Legat beim Eucharistischen Weltkongress in Dublin im Juni 1932. Lorenzo Kardinal Lauri nahm am Konklave des Jahres 1939 teil und wurde im selben Jahr Camerlengo der Heiligen Römischen Kirche.
Er wurde auf dem römischen Friedhof Campo Verano beigesetzt.